# Ross Highway
Der Ross Highway ist eine Touristenstraße im Süden des australischen Northern Territory. Er beginnt am Stuart Highway in Alice Springs durchzieht die östlich davon gelegenen östlichen MacDonnell Ranges bis zur Siedlung Arltunga.

## Verlauf
Die zunächst asphaltierte, zweispurige Straße zweigt im südlichen Stadtteil Ross von Alice Springs vom Stuart Highway (N87) ab. Sie verläuft nach Ost-Nordosten nördlich des Todd River bis zum Ross River, wo eine Stichstraße zur gleichnamigen Siedlung am Fluss abzweigt.
Die letzten 36 km bis zur Siedlung Arltunga an der Arltunga Historic Reserve sind unbefestigt. Von dort führt der Arltunga Tourist Drive nach West-Nordwesten, über den Hale River und zurück zum Stuart Highway.
Der höchste Punkt im Verlauf des Highways liegt auf 718 m, der niedrigste auf 509 m.